# Campionatul European de Handbal Feminin din 2024 - Calificările

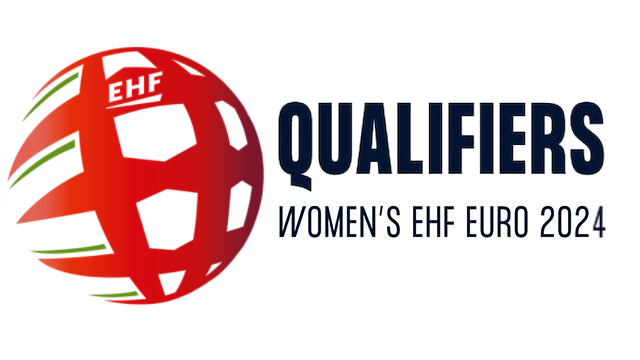
Siglă

Această pagină descrie procesul de calificare pentru Campionatul European de Handbal Feminin din 2024.

## Sistemul calificărilor
Tragerea la sorți a grupelor de calificare la Campionatul European din 2024 s-a desfășurat pe 20 aprilie 2023, de la ora 17:00 CET, la Zürich, Elveția. Austria, Elveția și Ungaria, ca țări gazde, s-au calificat direct. Norvegia, campioana europeană din 2022, s-a calificat și ea direct în faza finală a competiției din 2024. În afara celor patru, alte 32 de echipe au fost inițial înregistrate să participe și să concureze pentru 20 de locuri la turneul final. Ulterior, Marea Britanie s-a retras, așa că în cursă au rămas 31 de echipe.
Spre deosebire de edițiile anterioare, pentru cea din 2024 s-a disputat o singură fază de calificări: cele 31 de selecționate au fost împărțite prin extragere în șapte grupe grupe de câte patru echipe, respectiv o grupă cu doar trei echipe, din cauza retragerii Marii Britanii din procesul de calificare. Primele două formații din fiecare grupă s-au calificat la turneul final. Suplimentar, s-a întocmit un clasament general al echipelor clasate pe locul 3 în fiecare grupă, fără a fi luate în considerare partidele disputate de acestea împotriva echipelor de pe locurile 4. Primele patru echipe din acest clasament s-au calificat și ele la turneul final din 2024.

## Tragerea la sorți
Tragerea la sorți a grupelor de calificare a avut loc pe 20 aprilie 2023 și a fost transmisă în direct pe pagina de Facebook a campionatului european și pe canalul oficial YouTube al EHF.

### Distribuția în urnele valorice
Pe 14 aprilie 2023, Federația Europeană de Handbal a anunțat distribuția echipelor în urnele valorice, conform coeficienților EHF. Aceasta a fost următoarea:
| Urna 1                                                                                 | Urna a 2-a                                                                             | Urna a 3-a                                                                           | Urna a 4-a                                                                               |
| -------------------------------------------------------------------------------------- | -------------------------------------------------------------------------------------- | ------------------------------------------------------------------------------------ | ---------------------------------------------------------------------------------------- |
| Franța · Danemarca · Germania · Țările de Jos · Suedia · Spania · Muntenegru · Croația | România · Slovenia · Serbia · Polonia · Cehia · Macedonia de Nord · Slovacia · Islanda | Portugalia · Ucraina · Turcia · Italia · Insulele Feroe · Lituania · Grecia · Kosovo | Israel · Finlanda · Luxemburg · Bosnia și Herțegovina · Letonia · Azerbaidjan · Bulgaria |

## Grupele

### Grupa 1
| Loc | Echipa                | MJ | V | E | Î | GM  | GP  | DG  | Pct | Calificare                                         |
| --- | --------------------- | -- | - | - | - | --- | --- | --- | --- | -------------------------------------------------- |
| 1   | România               | 6  | 6 | 0 | 0 | 200 | 125 | +75 | 12  | Turneul final                                      |
| 2   | Croația               | 6  | 4 | 0 | 2 | 167 | 122 | +45 | 8   | Turneul final                                      |
| 3   | Grecia                | 6  | 2 | 0 | 4 | 130 | 164 | −34 | 4   | Turneul final dacă e în top 4 echipe de pe locul 3 |
| 4   | Bosnia și Herțegovina | 6  | 0 | 0 | 6 | 115 | 201 | −86 | 0   |                                                    |

| 11 octombrie 2023 17:30 | România | 49 – 18 | Bosnia și Herțegovina | Sala Sporturilor, Mioveni Asistență: 1700 Arbitri: Bočáková, Jánošíková |
| 11 octombrie 2023 17:30 | Laslo 7 | (26–11) | Demić, Isić, Topčić 5 | Sala Sporturilor, Mioveni Asistență: 1700 Arbitri: Bočáková, Jánošíková |
| 11 octombrie 2023 17:30 | 1×      | Raport  | 3× 1×                 | Sala Sporturilor, Mioveni Asistență: 1700 Arbitri: Bočáková, Jánošíková |

| 11 octombrie 2023 18:00 | Croația    | 33 – 22 | Grecia      | Školska športska dvorana Mladost, Karlovac Asistență: 2200 Arbitri: Peretz, Schwartz |
| 11 octombrie 2023 18:00 | Pavlović 5 | (17–8)  | Andritsou 6 | Školska športska dvorana Mladost, Karlovac Asistență: 2200 Arbitri: Peretz, Schwartz |
| 11 octombrie 2023 18:00 | 3× 1×      | Raport  | 4×          | Školska športska dvorana Mladost, Karlovac Asistență: 2200 Arbitri: Peretz, Schwartz |

| 14 octombrie 2023 18:00 | Grecia                     | 20 – 32 | România      | Centrul Sportiv Municipal Lefkovrisi, Kozani Asistență: 500 Arbitri: Rauchs, Linster |
| 14 octombrie 2023 18:00 | Chatziparasidou, Zygoura 4 | (8–15)  | Dindiligan 5 | Centrul Sportiv Municipal Lefkovrisi, Kozani Asistență: 500 Arbitri: Rauchs, Linster |
| 14 octombrie 2023 18:00 | 4× 1×                      | Raport  | 3×           | Centrul Sportiv Municipal Lefkovrisi, Kozani Asistență: 500 Arbitri: Rauchs, Linster |

| 14 octombrie 2023 20:00 | Bosnia și Herțegovina | 17 – 31 | Croația                           | JU Sportski centar Salih Omerčević, Cazin Asistență: 1555 Arbitri: Lidacka, Lesiak |
| 14 octombrie 2023 20:00 | Isić, Vrančić 4       | (6–12)  | Milosavljević, Šimara, Zadravec 5 | JU Sportski centar Salih Omerčević, Cazin Asistență: 1555 Arbitri: Lidacka, Lesiak |
| 14 octombrie 2023 20:00 | 2× 1×                 | Raport  | 4×                                | JU Sportski centar Salih Omerčević, Cazin Asistență: 1555 Arbitri: Lidacka, Lesiak |

| 28 februarie 2024 17:30 | România  | 26 – 24 | Croația           | TeraPlast Arena, Bistrița Asistență: 3007 Arbitri: Backović, Palačković |
| 28 februarie 2024 17:30 | Ostase 9 | (13–11) | Birtić, Prkačin 5 | TeraPlast Arena, Bistrița Asistență: 3007 Arbitri: Backović, Palačković |
| 28 februarie 2024 17:30 | 4× 2×    | Raport  | 3× 1×             | TeraPlast Arena, Bistrița Asistență: 3007 Arbitri: Backović, Palačković |

| 28 februarie 2024 19:00 | Bosnia și Herțegovina | 22 – 24 | Grecia            | JU Centar, Cazin Asistență: 1700 Arbitri: Klompers, Stobbe |
| 28 februarie 2024 19:00 | Kolasinac 7           | (8–12)  | Chatziparasidou 8 | JU Centar, Cazin Asistență: 1700 Arbitri: Klompers, Stobbe |
| 28 februarie 2024 19:00 | 7× 1×                 | Raport  | 2×                | JU Centar, Cazin Asistență: 1700 Arbitri: Klompers, Stobbe |

| 3 martie 2024 17:00 | Croația  | 23 – 25 | România       | Dvorana gimnazije Fran Galović, Koprivnica Asistență: 1200 Arbitri: Doicinov, Gorețov |
| 3 martie 2024 17:00 | Šimara 6 | (11–11) | Seraficeanu 6 | Dvorana gimnazije Fran Galović, Koprivnica Asistență: 1200 Arbitri: Doicinov, Gorețov |
| 3 martie 2024 17:00 | 1×       | Raport  | 4× 1×         | Dvorana gimnazije Fran Galović, Koprivnica Asistență: 1200 Arbitri: Doicinov, Gorețov |

| 3 martie 2024 17:00 | Grecia    | 27 – 23 | Bosnia și Herțegovina | Centrul Sportiv Municipal Lefkovrisi, Kozani Asistență: 1200 Arbitri: Peretz, Schwartz |
| 3 martie 2024 17:00 | Kerlidi 9 | (11–8)  | Isić 5                | Centrul Sportiv Municipal Lefkovrisi, Kozani Asistență: 1200 Arbitri: Peretz, Schwartz |
| 3 martie 2024 17:00 | 4× 1×     | Raport  | 6× 1×                 | Centrul Sportiv Municipal Lefkovrisi, Kozani Asistență: 1200 Arbitri: Peretz, Schwartz |

| 3 aprilie 2024 18:00 | Grecia    | 13 – 24 | Croația | Centrul Sportiv Municipal Lefkovrisi, Kozani Asistență: 650 Arbitri: Sîrbu, Serdiuc |
| 3 aprilie 2024 18:00 | Zygoura 4 | (10–9)  | Ježić 5 | Centrul Sportiv Municipal Lefkovrisi, Kozani Asistență: 650 Arbitri: Sîrbu, Serdiuc |
| 3 aprilie 2024 18:00 | 3× 1×     | Raport  | 4×      | Centrul Sportiv Municipal Lefkovrisi, Kozani Asistență: 650 Arbitri: Sîrbu, Serdiuc |

| 4 aprilie 2024 20:00 | Bosnia și Herțegovina | 16 – 37 | România   | JU Centar, Cazin Asistență: 1000 Arbitri: Ilievski, Ilievski |
| 4 aprilie 2024 20:00 | Isić 4                | (8–17)  | Bazaliu 8 | JU Centar, Cazin Asistență: 1000 Arbitri: Ilievski, Ilievski |
| 4 aprilie 2024 20:00 | 4×                    | Raport  | 3× 1×     | JU Centar, Cazin Asistență: 1000 Arbitri: Ilievski, Ilievski |

| 7 aprilie 2024 18:00 | România  | 31 – 24 | Grecia      | Sala Sporturilor „Romeo Iamandi”, Buzău Asistență: 1800 Arbitri: Aylagas, Ruiz |
| 7 aprilie 2024 18:00 | Stoica 7 | (14–14) | Andritsou 6 | Sala Sporturilor „Romeo Iamandi”, Buzău Asistență: 1800 Arbitri: Aylagas, Ruiz |
| 7 aprilie 2024 18:00 | 2×       | Raport  |             | Sala Sporturilor „Romeo Iamandi”, Buzău Asistență: 1800 Arbitri: Aylagas, Ruiz |

| 7 aprilie 2024 18:00 | Croația | 33 – 19 | Bosnia și Herțegovina | Sportska dvorana Sutinska vrela, Zagreb Arbitri: Charalambous, Efstathiou |
| 7 aprilie 2024 18:00 | Mamić 5 | (17–8)  | Isić 5                | Sportska dvorana Sutinska vrela, Zagreb Arbitri: Charalambous, Efstathiou |
| 7 aprilie 2024 18:00 | 3× 1×   | Raport  | 1×                    | Sportska dvorana Sutinska vrela, Zagreb Arbitri: Charalambous, Efstathiou |

### Grupa a 2-a
| Loc | Echipa   | MJ | V | E | Î | GM  | GP  | DG   | Pct | Calificare                                         |
| --- | -------- | -- | - | - | - | --- | --- | ---- | --- | -------------------------------------------------- |
| 1   | Germania | 6  | 6 | 0 | 0 | 227 | 102 | +125 | 12  | Turneul final                                      |
| 2   | Ucraina  | 6  | 3 | 1 | 2 | 155 | 174 | −19  | 7   | Turneul final                                      |
| 3   | Slovacia | 6  | 2 | 1 | 3 | 147 | 168 | −21  | 5   | Turneul final dacă e în top 4 echipe de pe locul 3 |
| 4   | Israel   | 6  | 0 | 0 | 6 | 122 | 207 | −85  | 0   |                                                    |

| 28 februarie 2024 11 octombrie 2023 18:00 | Slovacia | 31 – 22 | Israel  | Mestská Športová Hala, Šaľa Asistență: 1500 Arbitri: Fabryczny, Rawicki |
| 28 februarie 2024 11 octombrie 2023 18:00 | Lancz 9  | (16–9)  | Shaul 8 | Mestská Športová Hala, Šaľa Asistență: 1500 Arbitri: Fabryczny, Rawicki |
| 28 februarie 2024 11 octombrie 2023 18:00 | 1×       | Raport  | 5×      | Mestská Športová Hala, Šaľa Asistență: 1500 Arbitri: Fabryczny, Rawicki |

| 12 octombrie 2023 20:15 | Germania    | 31 – 24 | Ucraina    | Buderus Arena, Wetzlar Asistență: 3423 Arbitri: Ivanauskas, Jencevičius |
| 12 octombrie 2023 20:15 | Grijseels 8 | (15–14) | Smbatian 6 | Buderus Arena, Wetzlar Asistență: 3423 Arbitri: Ivanauskas, Jencevičius |
| 12 octombrie 2023 20:15 | 4× 1×       | Raport  | 7×         | Buderus Arena, Wetzlar Asistență: 3423 Arbitri: Ivanauskas, Jencevičius |

| 6 aprilie 2024 14 octombrie 2023 17:00 | Israel      | 12 – 35 | Germania  | SNP dome, Heidelberg Asistență: 1323 Arbitri: Weber, Weinquin |
| 6 aprilie 2024 14 octombrie 2023 17:00 | Teplitsky 4 | (7–18)  | Behrend 5 | SNP dome, Heidelberg Asistență: 1323 Arbitri: Weber, Weinquin |
| 6 aprilie 2024 14 octombrie 2023 17:00 | 1×          | Raport  |           | SNP dome, Heidelberg Asistență: 1323 Arbitri: Weber, Weinquin |

| 15 octombrie 2023 17:00 | Ucraina               | 25 – 20 | Slovacia          | Hala Widowiskowo-Sportowa, Mielec Asistență: 300 Arbitri: Backović, Palačković |
| 15 octombrie 2023 17:00 | Dmîtrîșîn, Naumenko 5 | (14–9)  | patru jucătoare 3 | Hala Widowiskowo-Sportowa, Mielec Asistență: 300 Arbitri: Backović, Palačković |
| 15 octombrie 2023 17:00 | 5× 2×                 | Raport  | 4× 1×             | Hala Widowiskowo-Sportowa, Mielec Asistență: 300 Arbitri: Backović, Palačković |

| 29 februarie 2024 18:00 | Slovacia          | 18 – 40 | Germania          | Mestská Športová Hala, Šaľa Asistență: 1500 Arbitri: Altmár, Márton |
| 29 februarie 2024 18:00 | Lancz, Szarková 4 | (8–20)  | Döll, Grijseels 8 | Mestská Športová Hala, Šaľa Asistență: 1500 Arbitri: Altmár, Márton |
| 29 februarie 2024 18:00 | 1×                | Raport  | 3×                | Mestská Športová Hala, Šaľa Asistență: 1500 Arbitri: Altmár, Márton |

| 29 februarie 2024 20:30 | Israel   | 27 – 28 | Ucraina    | Mestská Športová Hala, Šaľa Asistență: 150 Arbitri: Fabryczny, Rawicki |
| 29 februarie 2024 20:30 | Vakrat 8 | (13–14) | Gorilska 8 | Mestská Športová Hala, Šaľa Asistență: 150 Arbitri: Fabryczny, Rawicki |
| 29 februarie 2024 20:30 | 5× 2×    | Raport  | 6×         | Mestská Športová Hala, Šaľa Asistență: 150 Arbitri: Fabryczny, Rawicki |

| 2 martie 2024 18:00 | Ucraina   | 32 – 28 | Israel   | Mestská Športová Hala, Šaľa Asistență: 150 Arbitri: Altmár, Márton |
| 2 martie 2024 18:00 | Soskida 5 | (19–14) | Vakrat 7 | Mestská Športová Hala, Šaľa Asistență: 150 Arbitri: Altmár, Márton |
| 2 martie 2024 18:00 | 5×        | Raport  | 4×       | Mestská Športová Hala, Šaľa Asistență: 150 Arbitri: Altmár, Márton |

| 3 martie 2024 18:15 | Germania        | 32 – 18 | Slovacia | Mitsubishi Electric HALLE, Düsseldorf Asistență: 3011 Arbitri: Hatipoğlu, Şimşek |
| 3 martie 2024 18:15 | Behrend, Hauf 4 | (17–7)  | Lancz 5  | Mitsubishi Electric HALLE, Düsseldorf Asistență: 3011 Arbitri: Hatipoğlu, Şimşek |
| 3 martie 2024 18:15 | 3× 2×           | Raport  | 2×       | Mitsubishi Electric HALLE, Düsseldorf Asistență: 3011 Arbitri: Hatipoğlu, Şimşek |

| 4 aprilie 2024 16:30 | Israel                  | 24 – 35 | Slovacia   | SNP dome, Heidelberg Asistență: 1106 Arbitri: Fremstad, Jørstad |
| 4 aprilie 2024 16:30 | Barel, Izak, Lezinska 4 | (14–20) | Holejová 7 | SNP dome, Heidelberg Asistență: 1106 Arbitri: Fremstad, Jørstad |
| 4 aprilie 2024 16:30 |                         | Raport  | 1×         | SNP dome, Heidelberg Asistență: 1106 Arbitri: Fremstad, Jørstad |

| 4 aprilie 2024 19:00 | Ucraina    | 21 – 43 | Germania    | SNP dome, Heidelberg Asistență: 1207 Arbitri: Heansen, Jensen |
| 4 aprilie 2024 19:00 | Smbatian 5 | (11–23) | Ossenkopp 6 | SNP dome, Heidelberg Asistență: 1207 Arbitri: Heansen, Jensen |
| 4 aprilie 2024 19:00 | 1×         | Raport  | 1×          | SNP dome, Heidelberg Asistență: 1207 Arbitri: Heansen, Jensen |

| 7 aprilie 2024 18:00 | Germania | 46 – 9 | Israel  | SNP dome, Heidelberg Asistență: 1121 Arbitri: Weber, Weinquin |
| 7 aprilie 2024 18:00 | Smits 7  | (23–4) | Gerbi 3 | SNP dome, Heidelberg Asistență: 1121 Arbitri: Weber, Weinquin |
| 7 aprilie 2024 18:00 | 1×       | Raport | 1×      | SNP dome, Heidelberg Asistență: 1121 Arbitri: Weber, Weinquin |

| 7 aprilie 2024 18:00 | Slovacia | 25 – 25 | Ucraina    | Mestská Športová Hala, Šaľa Asistență: 1700 Arbitri: Antić, Jakovljević |
| 7 aprilie 2024 18:00 | Lancz 10 | (15–13) | Horilska 7 | Mestská Športová Hala, Šaľa Asistență: 1700 Arbitri: Antić, Jakovljević |
| 7 aprilie 2024 18:00 | 3× 1×    | Raport  | 7× 3×      | Mestská Športová Hala, Šaľa Asistență: 1700 Arbitri: Antić, Jakovljević |

### Grupa a 3-a
| Loc | Echipa        | MJ | V | E | Î | GM  | GP  | DG  | Pct | Calificare                                         |
| --- | ------------- | -- | - | - | - | --- | --- | --- | --- | -------------------------------------------------- |
| 1   | Țările de Jos | 6  | 6 | 0 | 0 | 212 | 141 | +71 | 12  | Turneul final                                      |
| 2   | Cehia         | 6  | 4 | 0 | 2 | 183 | 164 | +19 | 8   | Turneul final                                      |
| 3   | Portugalia    | 6  | 2 | 0 | 4 | 166 | 172 | −6  | 4   | Turneul final dacă e în top 4 echipe de pe locul 3 |
| 4   | Finlanda      | 6  | 0 | 0 | 6 | 122 | 206 | −84 | 0   |                                                    |

| 11 octombrie 2023 17:15 | Cehia       | 31 – 21 | Finlanda      | Datart Hala, Zlín Asistență: 1520 Arbitri: Loșak, Novikov |
| 11 octombrie 2023 17:15 | Cholevová 8 | (16–13) | Voutilainen 5 | Datart Hala, Zlín Asistență: 1520 Arbitri: Loșak, Novikov |
| 11 octombrie 2023 17:15 | 2× 1×       | Raport  | 5×            | Datart Hala, Zlín Asistență: 1520 Arbitri: Loșak, Novikov |

| 12 octombrie 2023 19:30 | Țările de Jos | 38 – 27 | Portugalia  | Topsportcentrum, Almere Asistență: 2500 Arbitri: Merisi, Pepe |
| 12 octombrie 2023 19:30 | Malestein 8   | (20–14) | Rodrigues 5 | Topsportcentrum, Almere Asistență: 2500 Arbitri: Merisi, Pepe |
| 12 octombrie 2023 19:30 | 5×            | Raport  | 3×          | Topsportcentrum, Almere Asistență: 2500 Arbitri: Merisi, Pepe |

| 14 octombrie 2023 16:00 | Finlanda | 13 – 31 | Țările de Jos     | Karis idrottshall, Karis Asistență: 650 Arbitri: Hofer, Schmidhuber |
| 14 octombrie 2023 16:00 | Kulju 4  | (7–15)  | patru jucătoare 4 | Karis idrottshall, Karis Asistență: 650 Arbitri: Hofer, Schmidhuber |
| 14 octombrie 2023 16:00 | 3×       | Raport  | 3×                | Karis idrottshall, Karis Asistență: 650 Arbitri: Hofer, Schmidhuber |

| 15 octombrie 2023 15:00 | Portugalia | 26 – 30 | Cehia       | Pavilhao Municipal, Paredes Asistență: 1300 Arbitri: Pîrvu, Potîrniche |
| 15 octombrie 2023 15:00 | Sousa 9    | (13–14) | Jeřábková 8 | Pavilhao Municipal, Paredes Asistență: 1300 Arbitri: Pîrvu, Potîrniche |
| 15 octombrie 2023 15:00 | 6×         | Raport  | 5× 1×       | Pavilhao Municipal, Paredes Asistență: 1300 Arbitri: Pîrvu, Potîrniche |

| 28 februarie 2024 19:45 | Cehia       | 29 – 30 | Țările de Jos            | UNYP ARENA, Praga Asistență: 1457 Arbitri: Lovin, Stancu |
| 28 februarie 2024 19:45 | Jeřábková 9 | (16–18) | Housheer, van Wetering 5 | UNYP ARENA, Praga Asistență: 1457 Arbitri: Lovin, Stancu |
| 28 februarie 2024 19:45 | 2×          | Raport  | 6× 1×                    | UNYP ARENA, Praga Asistență: 1457 Arbitri: Lovin, Stancu |

| 29 februarie 2024 18:30 | Finlanda          | 21 – 28 | Portugalia        | Energia Areena, Vantaa Asistență: 750 Arbitri: Fält, Holm |
| 29 februarie 2024 18:30 | von Nandelstadh 5 | (12–15) | Minciună, Sousa 5 | Energia Areena, Vantaa Asistență: 750 Arbitri: Fält, Holm |
| 29 februarie 2024 18:30 | 3×                | Raport  | 2×                | Energia Areena, Vantaa Asistență: 750 Arbitri: Fält, Holm |

| 3 martie 2024 13:30 | Țările de Jos | 42 – 25 | Cehia       | Maaspoort Den Bosch, 's-Hertogenbosch Asistență: 2000 Arbitri: Vujačić, Kažanegra |
| 3 martie 2024 13:30 | Malestein 7   | (24–11) | Cholevová 9 | Maaspoort Den Bosch, 's-Hertogenbosch Asistență: 2000 Arbitri: Vujačić, Kažanegra |
| 3 martie 2024 13:30 | 4×            | Raport  |             | Maaspoort Den Bosch, 's-Hertogenbosch Asistență: 2000 Arbitri: Vujačić, Kažanegra |

| 3 martie 2024 19:30 | Portugalia  | 38 – 22 | Finlanda    | Centro de Desportos de Matosinhos, Senhora da Hora Asistență: 2650 Arbitri: Schaad, Müller |
| 3 martie 2024 19:30 | Rodrigues 8 | (21–11) | Heikkinen 8 | Centro de Desportos de Matosinhos, Senhora da Hora Asistență: 2650 Arbitri: Schaad, Müller |
| 3 martie 2024 19:30 | 1×          | Raport  | 3×          | Centro de Desportos de Matosinhos, Senhora da Hora Asistență: 2650 Arbitri: Schaad, Müller |

| 4 aprilie 2024 18:30 | Finlanda | 23 – 43 | Cehia                  | Energia Areena, Vantaa Asistență: 400 Arbitri: Pétursson, Þrastarson |
| 4 aprilie 2024 18:30 | Hilli 5  | (10–25) | Cholevová, Jeřábková 7 | Energia Areena, Vantaa Asistență: 400 Arbitri: Pétursson, Þrastarson |
| 4 aprilie 2024 18:30 | 4×       | Raport  | 1×                     | Energia Areena, Vantaa Asistență: 400 Arbitri: Pétursson, Þrastarson |

| 4 aprilie 2024 19:00 | Portugalia | 25 – 36 | Țările de Jos | Pavilhão Desportivo Municipal, Loulé Asistență: 1100 Arbitri: Fabián, Menéndez |
| 4 aprilie 2024 19:00 | Sousa 6    | (11–19) | Malestein 10  | Pavilhão Desportivo Municipal, Loulé Asistență: 1100 Arbitri: Fabián, Menéndez |
| 4 aprilie 2024 19:00 | 3× 1×      | Raport  | 5× 1×         | Pavilhão Desportivo Municipal, Loulé Asistență: 1100 Arbitri: Fabián, Menéndez |

| 7 aprilie 2024 18:00 | Țările de Jos | 35 – 22 | Finlanda | Topsportcentrum, Almere Asistență: 2200 Arbitri: Dáné, Marton |
| 7 aprilie 2024 18:00 | van Maurik 7  | (14–15) | Hilli 10 | Topsportcentrum, Almere Asistență: 2200 Arbitri: Dáné, Marton |
| 7 aprilie 2024 18:00 | 3× 1×         | Raport  | 4×       | Topsportcentrum, Almere Asistență: 2200 Arbitri: Dáné, Marton |

| 7 aprilie 2024 18:00 | Cehia       | 25 – 22 | Portugalia | Sportovní hala města Plzně, Plzeň Asistență: 1357 Arbitri: Backović, Palačković |
| 7 aprilie 2024 18:00 | Jeřábková 7 | (10–13) | Lopes 7    | Sportovní hala města Plzně, Plzeň Asistență: 1357 Arbitri: Backović, Palačković |
| 7 aprilie 2024 18:00 | 3× 1×       | Raport  | 4× 1×      | Sportovní hala města Plzně, Plzeň Asistență: 1357 Arbitri: Backović, Palačković |

### Grupa a 4-a
| Loc | Echipa   | MJ | V | E | Î | GM  | GP  | DG   | Pct | Calificare                                         |
| --- | -------- | -- | - | - | - | --- | --- | ---- | --- | -------------------------------------------------- |
| 1   | Franța   | 6  | 6 | 0 | 0 | 270 | 88  | +182 | 12  | Turneul final                                      |
| 2   | Slovenia | 6  | 4 | 0 | 2 | 193 | 144 | +49  | 8   | Turneul final                                      |
| 3   | Italia   | 6  | 2 | 0 | 4 | 143 | 174 | −31  | 4   | Turneul final dacă e în top 4 echipe de pe locul 3 |
| 4   | Letonia  | 6  | 0 | 0 | 6 | 68  | 268 | −200 | 0   |                                                    |

| 11 octombrie 2023 17:00 | Slovenia                  | 51 – 13 | Letonia    | Dvorana Golovec, Celje Asistență: 400 Arbitri: Bošnjak, Marić |
| 11 octombrie 2023 17:00 | Abina, Hrvatin, Ljepoja 7 | (24–11) | Cibuļska 7 | Dvorana Golovec, Celje Asistență: 400 Arbitri: Bošnjak, Marić |
| 11 octombrie 2023 17:00 | 4×                        | Raport  | 5×         | Dvorana Golovec, Celje Asistență: 400 Arbitri: Bošnjak, Marić |

| 11 octombrie 2023 21:10 | Franța       | 50 – 16 | Italia       | Complexe sportif du Palacium, Villeneuve-d'Ascq Asistență: 1500 Arbitri: Schols, Martens |
| 11 octombrie 2023 21:10 | Valentini 10 | (29–9)  | Manojlovic 4 | Complexe sportif du Palacium, Villeneuve-d'Ascq Asistență: 1500 Arbitri: Schols, Martens |
| 11 octombrie 2023 21:10 | 3×           | Raport  | 2×           | Complexe sportif du Palacium, Villeneuve-d'Ascq Asistență: 1500 Arbitri: Schols, Martens |

| 14 octombrie 2023 17:10 | Letonia                        | 8 – 55 | Franța       | Sporta centrs, Dobele Asistență: 312 Arbitri: Fabryczny, Rawicki |
| 14 octombrie 2023 17:10 | Krole, Reinfelde, Stankeviča 2 | (1–26) | Valentini 11 | Sporta centrs, Dobele Asistență: 312 Arbitri: Fabryczny, Rawicki |
| 14 octombrie 2023 17:10 | 7×                             | Raport | 3×           | Sporta centrs, Dobele Asistență: 312 Arbitri: Fabryczny, Rawicki |

| 15 octombrie 2023 18:00 | Italia     | 18 – 31 | Slovenia | Pala Santa Filomena, Chieti Asistență: 500 Arbitri: Pagh, Thygesen |
| 15 octombrie 2023 18:00 | Ghilardi 4 | (8–12)  | Stanko 5 | Pala Santa Filomena, Chieti Asistență: 500 Arbitri: Pagh, Thygesen |
| 15 octombrie 2023 18:00 | 2× 1×      | Raport  | 3×       | Pala Santa Filomena, Chieti Asistență: 500 Arbitri: Pagh, Thygesen |

| 29 februarie 2024 17:00 | Slovenia | 20 – 35 | Franța             | Rdeča dvorana ŠRZ, Velenje Asistență: 1750 Arbitri: Praštalo, Balvan |
| 29 februarie 2024 17:00 | Gros 6   | (11–13) | Flippes, Granier 5 | Rdeča dvorana ŠRZ, Velenje Asistență: 1750 Arbitri: Praštalo, Balvan |
| 29 februarie 2024 17:00 | 1×       | Raport  | 2× 1×              | Rdeča dvorana ŠRZ, Velenje Asistență: 1750 Arbitri: Praštalo, Balvan |

| 29 februarie 2024 17:00 | Letonia                       | 14 – 32 | Italia       | Sports centre "Reķi", Dobele Asistență: 255 Arbitri: Kinnari, Skogberg |
| 29 februarie 2024 17:00 | Cibuļska, Kaņepe, Rutkovska 3 | (5–19)  | Rossomando 8 | Sports centre "Reķi", Dobele Asistență: 255 Arbitri: Kinnari, Skogberg |
| 29 februarie 2024 17:00 | 5× 1×                         | Raport  | 3×           | Sports centre "Reķi", Dobele Asistență: 255 Arbitri: Kinnari, Skogberg |

| 3 martie 2024 17:00 | Franța               | 41 – 22 | Slovenia | Palais des sports, Orléans Asistență: 8100 Arbitri: Vranes, Wenninger |
| 3 martie 2024 17:00 | Horacek, Valentini 8 | (19–9)  | Gros 5   | Palais des sports, Orléans Asistență: 8100 Arbitri: Vranes, Wenninger |
| 3 martie 2024 17:00 | 4× 1×                | Raport  | 5× 1×    | Palais des sports, Orléans Asistență: 8100 Arbitri: Vranes, Wenninger |

| 3 martie 2024 18:30 | Italia        | 43 – 8 | Letonia            | Pala Santa Filomena, Chieti Asistență: 650 Arbitri: Charalambous, Efstathiou |
| 3 martie 2024 18:30 | Gislimberti 6 | (21–3) | Kaņepe, Zaharāne 2 | Pala Santa Filomena, Chieti Asistență: 650 Arbitri: Charalambous, Efstathiou |
| 3 martie 2024 18:30 | 1×            | Raport | 4×                 | Pala Santa Filomena, Chieti Asistență: 650 Arbitri: Charalambous, Efstathiou |

| 3 aprilie 2024 18:00 | Italia                  | 13 – 36 | Franța                        | Pala Santa Filomena, Chieti Asistență: 250 Arbitri: Jakovljević, Kovačević |
| 3 aprilie 2024 18:00 | Ghilardi, Gislimberti 3 | (7–19)  | Flippes, Granier, Valentini 6 | Pala Santa Filomena, Chieti Asistență: 250 Arbitri: Jakovljević, Kovačević |
| 3 aprilie 2024 18:00 | 2×                      | Raport  | 2×                            | Pala Santa Filomena, Chieti Asistență: 250 Arbitri: Jakovljević, Kovačević |

| 4 aprilie 2024 19:10 | Letonia    | 16 – 34 | Slovenia             | Sports centre "Reķi", Dobele Asistență: 220 Arbitri: Fält, Holm |
| 4 aprilie 2024 19:10 | Zaharāne 4 | (5–18)  | Černigoj, Pogorelc 6 | Sports centre "Reķi", Dobele Asistență: 220 Arbitri: Fält, Holm |
| 4 aprilie 2024 19:10 | 1×         | Raport  | 2×                   | Sports centre "Reķi", Dobele Asistență: 220 Arbitri: Fält, Holm |

| 7 aprilie 2024 18:00 | Franța      | 53 – 9 | Letonia | Saint-Chamond Asistență: 3200 Arbitri: Murariu, Paraschiv |
| 7 aprilie 2024 18:00 | Coatanea 10 | (24–7) | Prūse 3 | Saint-Chamond Asistență: 3200 Arbitri: Murariu, Paraschiv |
| 7 aprilie 2024 18:00 | 3× 1×       | Raport | 1×      | Saint-Chamond Asistență: 3200 Arbitri: Murariu, Paraschiv |

| 7 aprilie 2024 18:00 | Slovenia | 35 – 21 | Italia        | Športni park Kodeljevo, Ljubljana Asistență: 770 Arbitri: Pîrvu, Potîrniche |
| 7 aprilie 2024 18:00 | Mavsar 8 | (22–11) | Dalla Costa 5 | Športni park Kodeljevo, Ljubljana Asistență: 770 Arbitri: Pîrvu, Potîrniche |
| 7 aprilie 2024 18:00 | 4× 1×    | Raport  | 2×            | Športni park Kodeljevo, Ljubljana Asistență: 770 Arbitri: Pîrvu, Potîrniche |

### Grupa a 5-a
| Loc | Echipa            | MJ | V | E | Î | GM  | GP  | DG   | Pct | Calificare                                         |
| --- | ----------------- | -- | - | - | - | --- | --- | ---- | --- | -------------------------------------------------- |
| 1   | Spania            | 6  | 6 | 0 | 0 | 216 | 107 | +109 | 12  | Turneul final                                      |
| 2   | Macedonia de Nord | 6  | 4 | 0 | 2 | 181 | 146 | +35  | 8   | Turneul final                                      |
| 3   | Lituania          | 6  | 1 | 0 | 5 | 160 | 207 | −47  | 2   | Turneul final dacă e în top 4 echipe de pe locul 3 |
| 4   | Azerbaidjan       | 6  | 1 | 0 | 5 | 134 | 231 | −97  | 2   |                                                    |

| 11 octombrie 2023 18:00 | Macedonia de Nord     | 40 – 17 | Azerbaidjan | Centrul Sportiv Jane Sandanski, Skopje Asistență: 1000 Arbitri: Picard, Vauchez |
| 11 octombrie 2023 18:00 | Sazdovska, Sedloska 7 | (23–10) | Slemanova 6 | Centrul Sportiv Jane Sandanski, Skopje Asistență: 1000 Arbitri: Picard, Vauchez |
| 11 octombrie 2023 18:00 | 3×                    | Raport  | 2×          | Centrul Sportiv Jane Sandanski, Skopje Asistență: 1000 Arbitri: Picard, Vauchez |

| 11 octombrie 2023 20:30 | Spania    | 47 – 14 | Lituania                   | Palau Municipal d'Esports L'Illa, Benidorm Asistență: 2020 Arbitri: Fahner, Kubis |
| 11 octombrie 2023 20:30 | Cesáreo 7 | (27–5)  | Kolosovė, Voskresenskaja 3 | Palau Municipal d'Esports L'Illa, Benidorm Asistență: 2020 Arbitri: Fahner, Kubis |
| 11 octombrie 2023 20:30 | 2×        | Raport  | 2× 1×                      | Palau Municipal d'Esports L'Illa, Benidorm Asistență: 2020 Arbitri: Fahner, Kubis |

| 14 octombrie 2023 17:00 | Azerbaidjan | 18 – 38 | Spania                | Bakı İdman Sarayı, Baku Asistență: 436 Arbitri: Hatipoğlu, Şimşek |
| 14 octombrie 2023 17:00 | Bayramova 5 | (12–20) | Echeverria Martinez 8 | Bakı İdman Sarayı, Baku Asistență: 436 Arbitri: Hatipoğlu, Şimşek |
| 14 octombrie 2023 17:00 | 4×          | Raport  | 4× 1×                 | Bakı İdman Sarayı, Baku Asistență: 436 Arbitri: Hatipoğlu, Şimşek |

| 15 octombrie 2023 16:00 | Lituania       | 28 – 31 | Macedonia de Nord | Avia Solutions Group Arena, Vilnius Asistență: 568 Arbitri: Lovin, Stancu |
| 15 octombrie 2023 16:00 | Arciševskaja 9 | (15–17) | Ristovska 9       | Avia Solutions Group Arena, Vilnius Asistență: 568 Arbitri: Lovin, Stancu |
| 15 octombrie 2023 16:00 | 4×             | Raport  | 4× 1×             | Avia Solutions Group Arena, Vilnius Asistență: 568 Arbitri: Lovin, Stancu |

| 28 februarie 2024 17:00 | Azerbaidjan  | 35 – 33 | Lituania         | Bakı İdman Sarayı, Baku Asistență: 350 Arbitri: Sîrbu, Serdiuc |
| 28 februarie 2024 17:00 | Bairamova 13 | (18–18) | Pilikauskaitė 10 | Bakı İdman Sarayı, Baku Asistență: 350 Arbitri: Sîrbu, Serdiuc |
| 28 februarie 2024 17:00 | 4×           | Raport  | 6× 1×            | Bakı İdman Sarayı, Baku Asistență: 350 Arbitri: Sîrbu, Serdiuc |

| 29 februarie 2024 18:00 | Macedonia de Nord | 19 – 31 | Spania   | Centrul Sportiv Boris Trajkovski, Skopje Asistență: 800 Arbitri: Ivanović, Vujisić |
| 29 februarie 2024 18:00 | Ristovska 6       | (11–17) | Cabral 7 | Centrul Sportiv Boris Trajkovski, Skopje Asistență: 800 Arbitri: Ivanović, Vujisić |
| 29 februarie 2024 18:00 | 5× 1×             | Raport  | 7× 1×    | Centrul Sportiv Boris Trajkovski, Skopje Asistență: 800 Arbitri: Ivanović, Vujisić |

| 3 martie 2024 16:00 | Lituania                  | 41 – 26 | Azerbaidjan | Avia Solutions Group arena, Vilnius Asistență: 957 Arbitri: Marton, Dáné |
| 3 martie 2024 16:00 | Andronik, Pilikauskaitė 9 | (18–12) | Bairamova 6 | Avia Solutions Group arena, Vilnius Asistență: 957 Arbitri: Marton, Dáné |
| 3 martie 2024 16:00 | 8×                        | Raport  | 7× 1×       | Avia Solutions Group arena, Vilnius Asistență: 957 Arbitri: Marton, Dáné |

| 3 martie 2024 17:00 | Spania       | 24 – 20 | Macedonia de Nord | Polideportivo Municipal de Tías, Lanzarote Asistență: 1510 Arbitri: Watson, Welin |
| 3 martie 2024 17:00 | So Delgado 4 | (10–9)  | patru jucătoare 3 | Polideportivo Municipal de Tías, Lanzarote Asistență: 1510 Arbitri: Watson, Welin |
| 3 martie 2024 17:00 | 3×           | Raport  | 2×                | Polideportivo Municipal de Tías, Lanzarote Asistență: 1510 Arbitri: Watson, Welin |

| 3 aprilie 2024 17:00 | Azerbaidjan | 22 – 37 | Macedonia de Nord | Bakı İdman Sarayı, Baku Asistență: 350 Arbitri: Fabryczny, Rawicki |
| 3 aprilie 2024 17:00 | Bairamova 7 | (12–19) | Sazdovska 7       | Bakı İdman Sarayı, Baku Asistență: 350 Arbitri: Fabryczny, Rawicki |
| 3 aprilie 2024 17:00 | 2×          | Raport  | 4× 1×             | Bakı İdman Sarayı, Baku Asistență: 350 Arbitri: Fabryczny, Rawicki |

| 3 aprilie 2024 19:00 | Lituania      | 20 – 34 | Spania       | Avia Solutions Group arena, Vilnius Asistență: 485 Arbitri: Loșak, Novikov |
| 3 aprilie 2024 19:00 | Rakauskienė 8 | (9–17)  | So Delgado 8 | Avia Solutions Group arena, Vilnius Asistență: 485 Arbitri: Loșak, Novikov |
| 3 aprilie 2024 19:00 | 5×            | Raport  | 2× 1×        | Avia Solutions Group arena, Vilnius Asistență: 485 Arbitri: Loșak, Novikov |

| 7 aprilie 2024 18:00 | Spania   | 42 – 16 | Azerbaidjan | Pavillón Polideportivo en Porriño, Pontevedra Asistență: 2500 Arbitri: Schaad, Müller |
| 7 aprilie 2024 18:00 | Buforn 8 | (20–8)  | Bairamova 8 | Pavillón Polideportivo en Porriño, Pontevedra Asistență: 2500 Arbitri: Schaad, Müller |
| 7 aprilie 2024 18:00 | 1×       | Raport  | 6× 1×       | Pavillón Polideportivo en Porriño, Pontevedra Asistență: 2500 Arbitri: Schaad, Müller |

| 7 aprilie 2024 18:00 | Macedonia de Nord   | 34 – 24 | Lituania        | Centrul Sportiv Boris Trajkovski, Skopje Asistență: 1232 Arbitri: Charitsos, Naskos |
| 7 aprilie 2024 18:00 | Rizoska, Sedloska 6 | (18–12) | Arciševskaja 10 | Centrul Sportiv Boris Trajkovski, Skopje Asistență: 1232 Arbitri: Charitsos, Naskos |
| 7 aprilie 2024 18:00 | 3× 1×               | Raport  | 4× 2×           | Centrul Sportiv Boris Trajkovski, Skopje Asistență: 1232 Arbitri: Charitsos, Naskos |

### Grupa a 6-a
| Loc | Echipa     | MJ | V | E | Î | GM  | GP  | DG   | Pct | Calificare                                         |
| --- | ---------- | -- | - | - | - | --- | --- | ---- | --- | -------------------------------------------------- |
| 1   | Muntenegru | 6  | 6 | 0 | 0 | 195 | 143 | +52  | 12  | Turneul final                                      |
| 2   | Serbia     | 6  | 3 | 1 | 2 | 189 | 141 | +48  | 7   | Turneul final                                      |
| 3   | Turcia     | 6  | 2 | 1 | 3 | 170 | 165 | +5   | 5   | Turneul final dacă e în top 4 echipe de pe locul 3 |
| 4   | Bulgaria   | 6  | 0 | 0 | 6 | 107 | 212 | −105 | 0   |                                                    |

| 11 octombrie 2023 18:00 | Serbia          | 40 – 16 | Bulgaria   | Kristalna dvorana, Zrenjanin Asistență: 2200 Arbitri: Charalambous, Efstathiou |
| 11 octombrie 2023 18:00 | Radosavljević 8 | (23–8)  | Milanova 6 | Kristalna dvorana, Zrenjanin Asistență: 2200 Arbitri: Charalambous, Efstathiou |
| 11 octombrie 2023 18:00 | 3× 1×           | Raport  | 6× 1×      | Kristalna dvorana, Zrenjanin Asistență: 2200 Arbitri: Charalambous, Efstathiou |

| 11 octombrie 2023 18:00 | Muntenegru | 39 – 23 | Turcia  | BEMAX Arena, Podgorica Asistență: 1500 Arbitri: Cipov, Klus |
| 11 octombrie 2023 18:00 | Mugoša 8   | (16–14) | İskit 6 | BEMAX Arena, Podgorica Asistență: 1500 Arbitri: Cipov, Klus |
| 11 octombrie 2023 18:00 | 6×         | Raport  | 3×      | BEMAX Arena, Podgorica Asistență: 1500 Arbitri: Cipov, Klus |

| 15 octombrie 2023 17:00 | Bulgaria     | 20 – 34 | Muntenegru   | Arena Șumen, Șumen Asistență: 1000 Arbitri: Ilievski, Ilievski |
| 15 octombrie 2023 17:00 | Grozdanova 6 | (11–13) | Pletikosić 8 | Arena Șumen, Șumen Asistență: 1000 Arbitri: Ilievski, Ilievski |
| 15 octombrie 2023 17:00 | 5× 1×        | Raport  | 3× 1×        | Arena Șumen, Șumen Asistență: 1000 Arbitri: Ilievski, Ilievski |

| 15 octombrie 2023 17:30 | Turcia  | 29 – 29 | Serbia          | THF Spor Salonu, Çankaya Asistență: 1060 Arbitri: Altmar, Horváth |
| 15 octombrie 2023 17:30 | İskit 8 | (18–16) | Radosavljević 6 | THF Spor Salonu, Çankaya Asistență: 1060 Arbitri: Altmar, Horváth |
| 15 octombrie 2023 17:30 | 6× 1×   | Raport  | 5×              | THF Spor Salonu, Çankaya Asistență: 1060 Arbitri: Altmar, Horváth |

| 28 februarie 2024 18:00 | Bulgaria                       | 24 – 30 | Turcia           | Arena Șumen, Șumen Asistență: 1650 Arbitri: Xhema, Jahja |
| 28 februarie 2024 18:00 | Ivanova-Ghenceva, Panaiotova 6 | (12–13) | İskit-Çalıșkan 9 | Arena Șumen, Șumen Asistență: 1650 Arbitri: Xhema, Jahja |
| 28 februarie 2024 18:00 | 1× 2×                          | Raport  | 5× 2×            | Arena Șumen, Șumen Asistență: 1650 Arbitri: Xhema, Jahja |

| 29 februarie 2024 18:00 | Serbia       | 30 – 31 | Muntenegru   | Kristalna dvorana, Zrenjanin Asistență: 2520 Arbitri: Pîrvu, Potîrniche |
| 29 februarie 2024 18:00 | Janjušević 8 | (12–16) | Pletikosić 9 | Kristalna dvorana, Zrenjanin Asistență: 2520 Arbitri: Pîrvu, Potîrniche |
| 29 februarie 2024 18:00 | 5×           | Raport  | 6× 1×        | Kristalna dvorana, Zrenjanin Asistență: 2520 Arbitri: Pîrvu, Potîrniche |

| 3 martie 2024 18:00 | Muntenegru | 26 – 25 | Serbia                               | BEMAX Arena, Podgorica Asistență: 2245 Arbitri: Lončar, Lončar |
| 3 martie 2024 18:00 | Brnović 7  | (14–14) | Janjušević, Jovović, Radosavljević 5 | BEMAX Arena, Podgorica Asistență: 2245 Arbitri: Lončar, Lončar |
| 3 martie 2024 18:00 | 3×         | Raport  | 3× 1×                                | BEMAX Arena, Podgorica Asistență: 2245 Arbitri: Lončar, Lončar |

| 3 martie 2024 17:00 | Turcia            | 38 – 13 | Bulgaria                       | Yaşar Sevim Spor Salonu, Çankaya Asistență: 1922 Arbitri: Charitsos, Naskos |
| 3 martie 2024 17:00 | Aydemir, Sengül 7 | (19–7)  | Grozdanova, Ivanova-Ghenceva 4 | Yaşar Sevim Spor Salonu, Çankaya Asistență: 1922 Arbitri: Charitsos, Naskos |
| 3 martie 2024 17:00 | 3×                | Raport  | 1×                             | Yaşar Sevim Spor Salonu, Çankaya Asistență: 1922 Arbitri: Charitsos, Naskos |

| 3 aprilie 2024 17:00 | Turcia   | 28 – 30 | Muntenegru | Yenişehir Kapalı Spor Salonu, Rize Asistență: 2650 Arbitri: Iovcev, Ioncev |
| 3 aprilie 2024 17:00 | Sengül 6 | (15–14) | Mugoša 9   | Yenişehir Kapalı Spor Salonu, Rize Asistență: 2650 Arbitri: Iovcev, Ioncev |
| 3 aprilie 2024 17:00 | 2× 1×    | Raport  | 3×         | Yenişehir Kapalı Spor Salonu, Rize Asistență: 2650 Arbitri: Iovcev, Ioncev |

| 3 aprilie 2024 17:00 | Bulgaria           | 17 – 35 | Serbia     | Arena Șumen, Șumen Asistență: 562 Arbitri: Hofer, Schmidhuber |
| 3 aprilie 2024 17:00 | Ivanova-Ghenceva 7 | (6–19)  | Stamenić 8 | Arena Șumen, Șumen Asistență: 562 Arbitri: Hofer, Schmidhuber |
| 3 aprilie 2024 17:00 | 1×                 | Raport  | 1×         | Arena Șumen, Șumen Asistență: 562 Arbitri: Hofer, Schmidhuber |

| 7 aprilie 2024 18:00 | Muntenegru   | 35 – 17 | Bulgaria     | BEMAX Arena, Podgorica Asistență: 2500 Arbitri: Bošnjak, Marić |
| 7 aprilie 2024 18:00 | Despotović 7 | (17–11) | Panaiotova 6 | BEMAX Arena, Podgorica Asistență: 2500 Arbitri: Bošnjak, Marić |
| 7 aprilie 2024 18:00 | 5× 1×        | Raport  | 4× 1×        | BEMAX Arena, Podgorica Asistență: 2500 Arbitri: Bošnjak, Marić |

| 7 aprilie 2024 18:00 | Serbia                | 30 – 22 | Turcia   | Kristalna dvorana, Zrenjanin Arbitri: Covalciuc, Covalciuc |
| 7 aprilie 2024 18:00 | Janjušević, Radević 7 | (14–10) | Sengül 6 | Kristalna dvorana, Zrenjanin Arbitri: Covalciuc, Covalciuc |
| 7 aprilie 2024 18:00 | 3×                    | Raport  | 2×       | Kristalna dvorana, Zrenjanin Arbitri: Covalciuc, Covalciuc |

### Grupa a 7-a
| Loc | Echipa         | MJ | V | E | Î | GM  | GP  | DG   | Pct | Calificare                                         |
| --- | -------------- | -- | - | - | - | --- | --- | ---- | --- | -------------------------------------------------- |
| 1   | Suedia         | 6  | 6 | 0 | 0 | 228 | 129 | +99  | 12  | Turneul final                                      |
| 2   | Islanda        | 6  | 4 | 0 | 2 | 162 | 146 | +16  | 8   | Turneul final                                      |
| 3   | Insulele Feroe | 6  | 2 | 0 | 4 | 163 | 157 | +6   | 4   | Turneul final dacă e în top 4 echipe de pe locul 3 |
| 4   | Luxemburg      | 6  | 0 | 0 | 6 | 101 | 222 | −121 | 0   |                                                    |

| 11 octombrie 2023 19:30 | Islanda         | 32 – 14 | Luxemburg | Íþróttamiðstöð Hauka á Ásvöllum, Hafnarfjörður Asistență: 1147 Arbitri: Menéndez, Fabián |
| 11 octombrie 2023 19:30 | Erlingsdóttir 7 | (19–7)  | Welter 4  | Íþróttamiðstöð Hauka á Ásvöllum, Hafnarfjörður Asistență: 1147 Arbitri: Menéndez, Fabián |
| 11 octombrie 2023 19:30 | 6× 1×           | Raport  | 2× 1×     | Íþróttamiðstöð Hauka á Ásvöllum, Hafnarfjörður Asistență: 1147 Arbitri: Menéndez, Fabián |

| 12 octombrie 2023 18:30 | Suedia  | 37 – 20 | Insulele Feroe | IFU Arena, Uppsala Asistență: 2307 Arbitri: Härgin, Makejev |
| 12 octombrie 2023 18:30 | Blohm 9 | (19–13) | Mittún 4       | IFU Arena, Uppsala Asistență: 2307 Arbitri: Härgin, Makejev |
| 12 octombrie 2023 18:30 | 3× 1×   | Raport  | 1×             | IFU Arena, Uppsala Asistență: 2307 Arbitri: Härgin, Makejev |

| 15 octombrie 2023 15:00 | Insulele Feroe | 23 – 28 | Islanda                       | Høllin á Hálsi, Tórshavn Asistență: 1000 Arbitri: Braseth, Sundet |
| 15 octombrie 2023 15:00 | Mittún 6       | (12–11) | Erlingsdóttir, Sturludóttir 6 | Høllin á Hálsi, Tórshavn Asistență: 1000 Arbitri: Braseth, Sundet |
| 15 octombrie 2023 15:00 | 2×             | Raport  | 2×                            | Høllin á Hálsi, Tórshavn Asistență: 1000 Arbitri: Braseth, Sundet |

| 15 octombrie 2023 16:00 | Luxemburg | 17 – 39 | Suedia                   | Coque Luxembourg, Luxemburg Asistență: 750 Arbitri: Pukšič, Satler |
| 15 octombrie 2023 16:00 | Welter 8  | (7–15)  | Axnér, Hagman, Hansson 7 | Coque Luxembourg, Luxemburg Asistență: 750 Arbitri: Pukšič, Satler |
| 15 octombrie 2023 16:00 | 3× 1×     | Raport  | 4×                       | Coque Luxembourg, Luxemburg Asistență: 750 Arbitri: Pukšič, Satler |

| 28 februarie 2024 19:30 | Islanda         | 24 – 37 | Suedia    | Íþróttamiðstöð Hauka á Ásvöllum, Hafnarfjörður Asistență: 1200 Arbitri: Duplîi, Pobedrina |
| 28 februarie 2024 19:30 | Þorkelsdóttir 5 | (12–17) | Roberts 7 | Íþróttamiðstöð Hauka á Ásvöllum, Hafnarfjörður Asistență: 1200 Arbitri: Duplîi, Pobedrina |
| 28 februarie 2024 19:30 | 5×              | Raport  | 6× 1×     | Íþróttamiðstöð Hauka á Ásvöllum, Hafnarfjörður Asistență: 1200 Arbitri: Duplîi, Pobedrina |

| 28-29 februarie 2024 18:45 | Luxemburg         | 16 – 34 | Insulele Feroe | Coque Luxembourg, Luxembourg Asistență: 546 Arbitri: Fahner, Kubis |
| 28-29 februarie 2024 18:45 | patru jucătoare 4 | (9–16)  | Mittún 8       | Coque Luxembourg, Luxembourg Asistență: 546 Arbitri: Fahner, Kubis |
| 28-29 februarie 2024 18:45 | 2×                | Raport  | 2×             | Coque Luxembourg, Luxembourg Asistență: 546 Arbitri: Fahner, Kubis |

| 2 martie 2024 14:00 | Suedia            | 37 – 23 | Islanda        | Brinova Arena, Karlskrona Asistență: 2753 Arbitri: Hansen, Jensen |
| 2 martie 2024 14:00 | Dano, Lundström 6 | (18–11) | Sturludóttir 6 | Brinova Arena, Karlskrona Asistență: 2753 Arbitri: Hansen, Jensen |
| 2 martie 2024 14:00 | 2× 1×             | Raport  | 1×             | Brinova Arena, Karlskrona Asistență: 2753 Arbitri: Hansen, Jensen |

| 3 martie 2024 17:00 | Insulele Feroe | 39 – 21 | Luxemburg | Holin a Halsi, Tórshavn Asistență: 800 Arbitri: Radčenko, Pērsis |
| 3 martie 2024 17:00 | Weyhe 6        | (17–9)  | Rodesch 6 | Holin a Halsi, Tórshavn Asistență: 800 Arbitri: Radčenko, Pērsis |
| 3 martie 2024 17:00 | 1×             | Raport  | 1×        | Holin a Halsi, Tórshavn Asistență: 800 Arbitri: Radčenko, Pērsis |

| 3 aprilie 2024 18:45 | Luxemburg | 15 – 31 | Islanda         | Coque Luxembourg, Luxembourg Asistență: 639 Arbitri: Peretz, Schwartz |
| 3 aprilie 2024 18:45 | Rodesch 4 | (5–15)  | Stefánsdóttir 7 | Coque Luxembourg, Luxembourg Asistență: 639 Arbitri: Peretz, Schwartz |
| 3 aprilie 2024 18:45 | 3×        | Raport  | 4×              | Coque Luxembourg, Luxembourg Asistență: 639 Arbitri: Peretz, Schwartz |

| 3 aprilie 2024 19:00 | Insulele Feroe | 27 – 31 | Suedia            | Holin a Halsi, Tórshavn Asistență: 1347 Arbitri: Schols, Martens |
| 3 aprilie 2024 19:00 | Mittún 8       | (11–14) | Thorleifsdóttir 4 | Holin a Halsi, Tórshavn Asistență: 1347 Arbitri: Schols, Martens |
| 3 aprilie 2024 19:00 | 2×             | Raport  | 2× 1×             | Holin a Halsi, Tórshavn Asistență: 1347 Arbitri: Schols, Martens |

| 7 aprilie 2024 16:00 | Islanda          | 24 – 20 | Insulele Feroe | Íþróttamiðstöð Hauka á Ásvöllum, Hafnarfjörður Asistență: 1230 Arbitri: Weijmans, Wolbertus |
| 7 aprilie 2024 16:00 | Þorkelsdóttir 10 | (12–8)  | Mittún 8       | Íþróttamiðstöð Hauka á Ásvöllum, Hafnarfjörður Asistență: 1230 Arbitri: Weijmans, Wolbertus |
| 7 aprilie 2024 16:00 | 3× 1×            | Raport  | 3× 1×          | Íþróttamiðstöð Hauka á Ásvöllum, Hafnarfjörður Asistență: 1230 Arbitri: Weijmans, Wolbertus |

| 7 aprilie 2024 18:00 | Suedia      | 47 – 18 | Luxemburg | Thoren arena, Umeå Asistență: 1704 Arbitri: Riello, Panetta |
| 7 aprilie 2024 18:00 | Lundström 7 | (24–7)  | Welter 4  | Thoren arena, Umeå Asistență: 1704 Arbitri: Riello, Panetta |
| 7 aprilie 2024 18:00 | 3×          | Raport  | 2×        | Thoren arena, Umeå Asistență: 1704 Arbitri: Riello, Panetta |

### Grupa a 8-a
| Loc | Echipa    | MJ | V | E | Î | GM  | GP  | DG  | Pct | Calificare                                         |
| --- | --------- | -- | - | - | - | --- | --- | --- | --- | -------------------------------------------------- |
| 1   | Danemarca | 4  | 4 | 0 | 0 | 149 | 89  | +60 | 8   | Turneul final                                      |
| 2   | Polonia   | 4  | 2 | 0 | 2 | 115 | 109 | +6  | 4   | Turneul final                                      |
| 3   | Kosovo    | 4  | 0 | 0 | 4 | 80  | 146 | −66 | 0   | Turneul final dacă e în top 4 echipe de pe locul 3 |

| 12 octombrie 2023 21:00 | Danemarca   | 44 – 17 | Kosovo  | Forum Horsens, Horsens Asistență: 2711 Arbitri: Klompers, Stobbe |
| 12 octombrie 2023 21:00 | Jørgensen 7 | (21–7)  | Demaj 5 | Forum Horsens, Horsens Asistență: 2711 Arbitri: Klompers, Stobbe |
| 12 octombrie 2023 21:00 | 1×          | Raport  | 1×      | Forum Horsens, Horsens Asistență: 2711 Arbitri: Klompers, Stobbe |

| 14 octombrie 2023 20:15 | Kosovo  | 19 – 40 | Danemarca    | Pallati i Rinise dhe Sporteve, Priștina Asistență: 1200 Arbitri: Iovcev, Ionțev |
| 14 octombrie 2023 20:15 | Demaj 8 | (11–21) | Halilcevic 8 | Pallati i Rinise dhe Sporteve, Priștina Asistență: 1200 Arbitri: Iovcev, Ionțev |
| 14 octombrie 2023 20:15 | 4×      | Raport  | 2× 1×        | Pallati i Rinise dhe Sporteve, Priștina Asistență: 1200 Arbitri: Iovcev, Ionțev |

| 28 februarie 2024 19:00 | Polonia           | 22 – 26 | Danemarca           | Hala widowiskowo-sportowa RCS, Lubin Asistență: 3700 Arbitri: Sekulić, Jovandić |
| 28 februarie 2024 19:00 | patru jucătoare 4 | (9–11)  | Hansen, Jørgensen 5 | Hala widowiskowo-sportowa RCS, Lubin Asistență: 3700 Arbitri: Sekulić, Jovandić |
| 28 februarie 2024 19:00 | 2× 1×             | Raport  |                     | Hala widowiskowo-sportowa RCS, Lubin Asistență: 3700 Arbitri: Sekulić, Jovandić |

| 2 martie 2024 16:00 | Danemarca   | 39 – 31 | Polonia  | Ballerup Super Arena, Ballerup Asistență: 4721 Arbitri: Rauchs, Linster |
| 2 martie 2024 16:00 | Jørgensen 7 | (22–13) | Balsam 9 | Ballerup Super Arena, Ballerup Asistență: 4721 Arbitri: Rauchs, Linster |
| 2 martie 2024 16:00 | 4× 1×       | Raport  | 5× 1×    | Ballerup Super Arena, Ballerup Asistență: 4721 Arbitri: Rauchs, Linster |

| 4 aprilie 2024 20:15 | Kosovo   | 27 – 34 | Polonia      | Pallati i Rinisë dhe i Sporteve, Priștina Asistență: 1250 Arbitri: Mikelić, Parađina |
| 4 aprilie 2024 20:15 | Demaj 12 | (17–17) | Kobylińska 9 | Pallati i Rinisë dhe i Sporteve, Priștina Asistență: 1250 Arbitri: Mikelić, Parađina |
| 4 aprilie 2024 20:15 | 1×       | Raport  | 4× 1×        | Pallati i Rinisë dhe i Sporteve, Priștina Asistență: 1250 Arbitri: Mikelić, Parađina |

| 7 aprilie 2024 18:00 | Polonia  | 28 – 17 | Kosovo  | Centrum Rekreacyjno-Sportowe, Zielona Góra Arbitri: Watson, Welin |
| 7 aprilie 2024 18:00 | Balsam 9 | (15–9)  | Demaj 4 | Centrum Rekreacyjno-Sportowe, Zielona Góra Arbitri: Watson, Welin |
| 7 aprilie 2024 18:00 | 4× 1×    | Raport  | 3× 1×   | Centrum Rekreacyjno-Sportowe, Zielona Góra Arbitri: Watson, Welin |

### Clasamentul echipelor de pe locurile 3
Rezultatele partidelor disputate de echipele de pe locurile 3 împotriva celor de pe locurile 4 nu au fost luate în considerare.
| Loc | Grupa | Echipa         | MJ | V | E | Î | GM  | GP  | DG  | Pct | Calificare    |
| --- | ----- | -------------- | -- | - | - | - | --- | --- | --- | --- | ------------- |
| 1   | 6     | Turcia         | 4  | 0 | 1 | 3 | 102 | 128 | −26 | 1   | Turneul final |
| 2   | 2     | Slovacia       | 4  | 0 | 1 | 3 | 81  | 122 | −41 | 1   | Turneul final |
| 3   | 3     | Portugalia     | 4  | 0 | 0 | 4 | 100 | 129 | −29 | 0   | Turneul final |
| 4   | 7     | Insulele Feroe | 4  | 0 | 0 | 4 | 90  | 120 | −30 | 0   | Turneul final |
| 5   | 1     | Grecia         | 4  | 0 | 0 | 4 | 79  | 119 | −40 | 0   |               |
| 6   | 5     | Lituania       | 4  | 0 | 0 | 4 | 86  | 146 | −60 | 0   |               |
| 7   | 8     | Kosovo         | 4  | 0 | 0 | 4 | 80  | 146 | −66 | 0   |               |
| 8   | 4     | Italia         | 4  | 0 | 0 | 4 | 68  | 152 | −84 | 0   |               |